# Persona 3 The Movie: Chapter 2, Midsummer Knight's Dream
Persona 3 The Movie: Chapter 2, Midsummer Knight's Dream (劇場版「ペルソナ3」第2章 Gekijōban Perusona 3 dai ni shō?) är en animerad film som produceras av den japanska animationsstudion Anime International Company och distribueras av Aniplex. Detta är den andra delen i filmserien Persona 3 The Movie, vars handling baseras på Playstation 2-spelet Shin Megami Tensei: Persona 3 som släpptes 2006. Filmen hade biopremiär den 7 juni 2014.
Filmen tillkännagavs i eftertexterna från den föregående filmen Persona 3 The Movie: Chapter 1, Spring of Birth som hade biopremiär i Japan den 23 november 2013. I slutet på filmen offentliggjordes den tredje filmens titel, Falling Down.

## Rollista
| Akira Ishida      | – Makoto Yuki      |
| Megumi Toyoguchi  | – Yukari Takeba    |
| Kōsuke Toriumi    | – Junpei Iori      |
| Rie Tanaka        | – Mitsuru Kirijo   |
| Hikaru Midorikawa | – Akihiko Sanada   |
| Mamiko Noto       | – Fuuka Yamagishi  |
| Kazuya Nakai      | – Shinjiro Aragaki |
| Megumi Ogata      | – Ken Amada        |
| Isamu Tanonaka    | – Igor             |
| Miyuki Sawashiro  | – Elizabeth        |
| Nobutoshi Canna   | – Takaya Sakaki    |
| Masaya Onosaka    | – Jin Shirato      |
| Chidori Yoshino   | – Miyuki Sawashiro |

## Utgivning
Den 11 mars 2015 gavs filmen ut på DVD och Blu-ray Disc i Japan, med fyra minuter mer innehåll än bioversionen. Filmen släpptes i USA samma datum, men bara i Blu-ray-format.
Som i utgivningen av föregångaren finns det två versioner av filmen; en standardutgåva som bl.a. innehåller trailers och kommentarer från skaparna, samt en samlingsutgåva som utöver standardversionen innehåller bl.a. klistermärken, filmens soundtrack och konceptgrafik.

## Soundtrack
Filmens huvudtema, Fate is In Our Hands sjungs av den japanske rapparen Lotus Juice. Originalverkets kompositör, Shōji Meguro, och Tetsuya Kobayashi står bakom filmens musik.
Alla låtar är komponerade av Shōji Meguro.
| 1.           | Fate is In Our Hands                        | Lotus Juice  | 04:46 |
| 2.           | Mass Destruction -Lotus Juice Remix-        | Lotus Juice  | 04:25 |
| 3.           | Deep Breath Deep Breath -Lotus Juice Remix- | Lotus Juice  | 05:16 |
| 4.           | Fate is In Our Hands -karaoke ver.-         |              | 04:45 |
| Total längd: | Total längd:                                | Total längd: | 19:12 |

### Trailers
- Filmens första trailer på Youtube (japanska)
- Filmens andra trailer på Youtube (japanska)